# U Don’t Know Me (Like U Used To)
U Don’t Know Me (Like U Used To) ist ein Song der US-amerikanischen R&B-Sängerin Brandy. Geschrieben wurde er von Brandy selbst, dem Produzenten des Songs Rodney Jerkins und den Songwritern Isaac Phillips, Paris Davis und Sean Bryant. Der Titel wurde im September 1999 als fünfte Single aus dem 1998er Album Never Say Never ausgekoppelt. Die ursprüngliche Albumversion des Songs wurde Ende 1997 aufgenommen; Eine Remixversion wurde im Juli 1999 neu eingesungen mit Rap-Parts von Rapperinnen Da Brat und Shaunta.

## Musikvideo
Zwei Musikvideos wurden zur Single „U Don’t Know Me (Like U Used To)“ gedreht. Je eines für den Remix und die Album-Version. Der deutsche Erfolgsregisseur Martin Weisz (drehte Videos unter anderem für KoЯn, Nickelback, Puff Daddy, Sisqó, Meat Loaf oder Daughtry) führte in beiden Matrix-inspirierten Videos Regie.

## Veröffentlichung
Der Titel wurde aufgrund des anhaltenden Erfolgs des mittlerweile fünfmal-Platin-ausgezeichnetem Album Never Say Never als mittlerweile fünfte „vollwertige“ (samt Musikvideo und internationaler Veröffentlichung) Single auf den Markt gebracht. Des Weiteren wurde ein von Darkchild produzierter Remix zusammengestellt um die Extended Play „U Don’t Know Me (Like U Used To) – The Remix EP“ zu promoten. Außerdem wurde die CD der Single in verschiedenen Versionen gepresst. Die CDs in Ozeanien enthielten das Bryan-Adams-Cover (Everything I Do) I Do It For You, in Deutschland Titeltrack „Never Say Never“, in den Vereinigten Staaten „U Don’t Know Me (Like U Used To) Part II“ featuring Da Brat & Shaunta als B-Side. Trotz diverser TV-Auftritte um für die Single zu werben und zwei Musikvideos lässt sich bei „U Don’t Know Me (Like U Used To)“ von einem kommerziellen Flop sprechen. Denn während sämtliche Vorgängersingles weltweite Top-Ten- bzw. Top-Twenty-Singles waren, reichte es bei „U Don’t Know Me (Like Used To)“ nur für Höchstpositionen von Platz 50 in Kanada und Platz 79 in den USA. Nur in Neuseeland lässt sich von einem Hit sprechen (Platz 28 der Singles-Charts). Jedoch profitierte die Single dort eher von der Beliebtheit der B-Seite „Everything I Do (I Do It For You)“.

## Charts
| Chart (1999)           | Peak position |
| ---------------------- | ------------- |
| Vereinigtes Königreich | 76            |
| Vereinigte Staaten     | 79            |